# 大岩螺
大岩螺（学名：Thais armigera），是新腹足目骨螺科Thais的一种。主要分布于印度尼西亚、中国大陆、台湾，常栖息在浅海珊瑚礁、岩石底、低潮线下。